# وزارت دفاع فدرال اتریش
وزارت دفاع فدرال اتریش (انگلیسی: Federal Ministry of Defence) از وزارتخانه‌های دولت اتریش است، که وظیفه پشتیبانی لجستیک از نیروهای مسلح اتریش را برعهده دارد.